# Кумулени

Ізомерія кумуленів: цис-транс-ізомери при непарному числі зв'язків (вгорі) і енантіомери при парному числі зв'язків (внизу). Система кумульованих зв'язків виділена синім.

Кумулени (англ. cumulenes) — вуглеводні, які мають три або більше кумульованих подвійних зв'язків загальної формули RR'(C=)n CRR".
У заміщених кумуленах з парним числом кумульованих подвійних зв'язків (n) спостерігається оптична ізомерія внаслідок виникнення аксіальної хіральності, а з непарним числом (n) — геометрична ізомерія.
Кумулени легко полімеризуються, стійкі до окиснення, здатні до реакцій приєднання. Отримати сполуки з більш ніж 5-ма кумульованими подвійними зв'язками в молекулі досі не вдалося.